# Nyk de Vries
Nyk de Vries (Noordbergum, 2 januari 1971) is schrijver en dichter van prozagedichten in zowel het Nederlands als het Fries.

## Schrijver
In 2000 debuteerde Nyk de Vries met de roman 'Rezineknyn' bij uitgeverij Frysk en Frij en drie jaar later volgt de vertaling 'Rozijnkonijn' bij uitgeverij Passage. Het verhaal speelt zich voor een groot deel af in zijn geboortedorp.
Samen met Meindert Talma was Nyk de Vries redacteur van het tijdschrift De Blauwe Fedde. In 2001 kwam hieruit een boek met interviews voort, getiteld 'De Blauwe Fedde Yn Petear' (vert. "De Blauwe Fedde in gesprek"): een bundeling van vijftien levensverhalen van eigenzinnige Friezen. Het boek wordt uitgegeven door de Friese Pers Boekerij waar daarna ook het verdere werk van Nyk de Vries wordt uitgebracht.
In 2006 verschijnt de eveneens Friestalige roman 'Prospero', waarvoor wordt gewerkt aan een Nederlandse vertaling.
In het Friese literaire tijdschrift Hjir publiceert Nyk de Vries al sinds 2003 zijn prozagedichten. Deze zijn opgenomen in 'Motorman' dat in 2007 gelijktijdig in het Nederlands als in het Fries verscheen. De presentatie ervan vond plaats in Paradiso, Amsterdam.
In 2016 won hij de Piter Jellespriis voor zijn in 2015 verschenen roman 'Renger' (uitgeverij De Arbeiderspers).
Van 2019 tot 2021 was hij 'Dichter fan Fryslan'.

## Muzikant
Nyk de Vries' muzikale carrière begon in Friesland als zanger/gitarist van de Engelstalige popgroep The Amp. Daarna is hij tot 2008 als gitarist verbonden geweest aan de band Meindert Talma & the Negroes. Daarna was hij kortstondig lid van de band Flux en speelt hij mee op de debuutplaat Pluimgewichten (2010).